# Font de la Teula (Olot)
La Font de la Teula és una font d'Olot (Garrotxa) protegida com a Bé Cultural d'Interès Local.

## Descripció
Està situada entre les masies de la Teuleria i el Mir, amagada entre la vegetació, al costat d'una torrentera, la font és una caseta d'obra de fàbrica arremolinada sense àmbit d'estada. Els camps que hi ha entre una i altra casa són travessats per un rec que recull les aigües d'aquesta zona.
El nom de la font li ve pel fet que el raig comptava amb una teula com a suport de sortida, modificada en l'arranjament.